# Aisha Augie-Kuta
Aisha Augie-Kuta (* 11. dubna 1980, Zaria) je nigerijská fotografka a filmařka se sídlem v Abuji. Pochází z afrického národa Hausů z oblasti místní správy Argungu v severní Nigérii. Získala cenu pro kreativního umělce roku na The Future Awards 2011. Její tvorba zahrnuje dokumentární, módní a leteckou fotografii. Ve své práci používá juxtapozici jako způsob prosazení myšlenky, že příběh má vždy dvě strany; což pramení z její zkušeností z fotožurnalistiky a masové komunikace. Její osobní projekty zkoumají otázky genderu a identity ovlivněné zkušenostmi jako ženy, smíšené rasy a smíšeného kmene, které se dříve v životě snažily zapadnout.
Augie-Kuta je současnou zvláštní poradkyní (strategie digitální komunikace) federálního ministra financí, rozpočtu a národního plánování. Předtím byla hlavní zvláštní asistentkou guvernéra státu Kebbi v Nigérii pro nová média. Augie-Kuta vede různé rozvojové iniciativy na podporu posílení postavení mládeže a žen v celé Nigérii.

## Životopis
Augie-Kuta se narodila jako Aisha Adamu Augie ve městě Zaria, státě Kaduna v Nigérii, Augie-Kuta je dcerou zesnulého senátora Adamu Baba Augie (politik / komentátor) a soudkyně Aminy Augie (JSC). Augie-Kuta se začala zajímat o fotografování, když jí otec dal v mladém věku fotoaparát.
Bakalářský titul v oboru masová komunikace získala na Ahmadu Bello University, Zaria a studovala obor médií a komunikace na Pan African University, Lagos (nyní Pan Atlantic University). Je vdaná a má tři děti. Augie-Kuta má certifikáty v oblasti digitálního filmu na New York Film Academy a kurátorství výstav současného umění na Chelsea College of Arts v Londýně, Spojené království.
Augie-Kuta se v květnu 2011 stala spolupracovnicí Nigeria Leadership Initiative (NLI). Je také viceprezidentkou organizace Women in Film and Television v Nigérii (WIFTIN), což je západoafrická pobočka americké sítě. V roce 2009 spoluzaložila Photowagon, nigerijský fotografický kolektiv.
V roce 2010 byla Augie-Kuta spolu s padesáti dalšími nigerijskými ženami zahrnuta do knihy a výstavy pro národní oslavy 50@50 podporované iniciativou Women for Change.
V roce 2014 uspořádala Augie-Kuta svou první samostatnou fotografickou výstavu s názvem Alternative Evil.
Přispěla k rozvoji dívek/mládež a budování národa. Byla častou facilitátorkou na každoročním setkání fotografů, Nigeria Photography Expo & Conference; účastnice panelových diskusí a přednášející na různých akcích; vystupovala  na akcích TEDx v Nigérii.
Augie-Kuta složila přísahu jako ženská obhájkyně UNICEF na vysoké úrovni se zaměřením na dívky a mladé ženy.
V roce 2018 byla Augie-Kuta hlavní představitelkou nigerijského sektoru vizuálního umění, která se setkala s Jeho královskou Výsostí Charlesem, princem z Walesu na British Council v Lagosu.
Augie-Kuta je první političkou, která kandidovala do primárek Sněmovny reprezentantů za hlavní stranu za Argungu-Augie federální volební obvod ve státě Kebbi v Nigérii.
Pracovala jako hlavní zvláštní asistentka guvernéra státu Kebbi v Nigérii pro nová média.
V současné době pracuje jako zvláštní poradkyně ministryně financí, rozpočtu a národního plánování paní Zainab Shamsuna Ahmed.

## Ocenění
- 2011: Vítězka, Kreativní umělec roku na The Future Awards[15]
- 2014: Sisterhood Award pro fotografa roku[16]
- 2014: Vítězka soutěže British Council „Through-My-Eyes“[17]
- 2015: Ambasador, Lagos Fashion Week
- 2016: Award of Excellence, (Leadership & Service to Humanity), Junior Chamber International
- 2016: Top 7 mladých nigerijských podnikatelů, vedení
- 2016: HiLWA: High Level Women Advocate, (vzdělávání dívek a afirmativní akce) UNICEF/vláda státu Kebbi
- 2016: Fellow, Korea International Cooperation Agency

## Výstavy
- 50 Years Ahead through the Eyes of Nigerian Women, Lagos, (Schlumberger, The Embassy of the Kingdom of Netherlands, African Artists Foundation)[18]
- 50 Years Ahead through the Eyes of Nigerian Women, Abuja, Nigeria; April 2010 (Transcorp Hilton, The Embassy of the Kingdom of Netherlands, African Artists Foundation)[19]
- Here and Now: Contemporary Nigerian and Ghanaian Art, New York City, říjen 2010 (Iroko Arts Consultants, Ronke Ekwensi).
- The Authentic Trail: Breast Cancer, Fundraising Exhibition, Abuja, Nigérie, říjen 2010 (Medicaid Diagnostics, Pinc Campaign, Aisha&Aicha)
- My Nigeria; The Photowagon Exhibits, Abuja, Nigérie, prosinec 2010 (The Photowagon, Thought Pyramid Gallery)[3]
- Water and Purity, African Artists Foundation, Lagos, Nigérie, září 2012[20]
- The Nigerian Centenary Photography exhibition, červenec 2014[21]
- Material culture, Lagos Photo Festival, říjen–listopad 2014[22][23]
- Alternative Evil, Mixed Media Exhibition, IICD Abuja, Nigérie 2014
- Countless Miles, Nigerian Travel Exhibition, Miliki Lagos, Nigérie 2016
- Before, Before & Now, Now, Mira Forum, Art Tafeta Porto, Portugalsko, 2016
- To mark new beginnings: Africa’ African Steeze Los Angeles, USA, 2016
- Consumption by moonlight, Environmental Art Collective  Abuja, Nigérie, 2015
- Photo Junctions, Thought pyramid Art Centre Abuja, Nigérie, 2015

## Publikace
- 50@50 Nigerian Women: The journey so far. Nigeria: Rimson Associates, 2010. ISBN 978-978-8033-05-9. S. 32–35.